# Philipsburg
Philipsburg – główne miasto na wyspie Sint Maarten; stolica terytorium Sint Maarten, czyli autonomicznej części Holandii. Według danych szacunkowych na rok 2010 liczy 1670 mieszkańców. Miasto to leży na holenderskiej części wyspy na wąskim piaszczystym przesmyku pomiędzy  zatoką Groot Baai i Great Salt Pond;
Philipsburg został założony 1763 przez Johna Philipsa (szkocki kapitan holenderskiej floty). Miasto to wzięło swoją nazwę od nazwiska założyciela. W tym mieście dobrze rozwinięty jest przemysł spożywczy.